# Tétalo (filho de Héracles)
Tétalo (ou Téssalo) foi, na mitologia grega, o filho de Héracles e Calcíope, filha de Eurípilo.
As ilhas de Calydna e Nisyros, que haviam sido colonizadas por cários, foram conquistadas por Tétalo. Seus dois filhos, Antifo e Feidipo, lideraram as forças de Cós no assédio dos gregos contra Tróia; eles levaram trinta navios  (vinte navios, segundo Higino, que não menciona Feidipo). 
Após a Guerra de Troia, Antifo passou a habitar entre os pelasgos, e chamou a região de Tessália. Segundo Estrabão, os dois irmãos invadiram a Tessália a partir de Éfira da Tesprócia, e chamaram a região a partir do nome de seu pai. Estrabão também menciona Nessão, filho de Téssalo, que teria dado nome ao Lago Nessonis, mas pelo contexto não está claro a qual Téssalo ele se refere (um filho de Haemon ou o filho de Héracles).